# Jan Louda
Jan Louda (* 25. April 1999 in Pilsen) ist ein tschechischer Badmintonspieler.

## Karriere
Louda begann mit fünf Jahren Badminton zu spielen. Als Juniorenspieler wurde er dreifacher nationaler Meister und gewann fünf internationale Wettbewerbe. 2017 erreichte Louda bei den tschechischen Meisterschaften mit Michal Hubáček das Endspiel, bevor er im Jahr darauf im Herreneinzel den Titel gewann. Darüber hinaus feierte er seinen ersten internationalen Turniersieg im Erwachsenenbereich, als er bei den Kharkiv International siegreich war. Als Vertreter der Westböhmischen Universität in Pilsen siegte Louda 2019 bei den europäischen Hochschulmeisterschaften. Außerdem zog er ins Finale der Slovenia Future Series ein, bevor er im folgenden Jahr bei den Slovak Open triumphierte. 2020 und 2021 gewann Louda die nationalen Titelkämpfe im Herreneinzel. Des Weiteren siegte er in seinem Heimatland bei den Czech Open, während er bei den internationalen Meisterschaften von Italien, Griechenland und Spanien im Endspiel scheiterte. Im Jahr darauf wurde Louda zum dritten Mal in Folge tschechischer Meister.

## Sportliche Erfolge
| Jahr | Veranstaltung                           | Platz | Disziplin    | Spielpartner   |
| ---- | --------------------------------------- | ----- | ------------ | -------------- |
| 2015 | Czech Juniors 2015                      | 1.    | Herreneinzel |                |
| 2015 | Slovak Juniors 2015                     | 1.    | Herrendoppel | Michal Hubáček |
| 2015 | Tschechische Juniorenmeisterschaft 2015 | 1.    | Herreneinzel |                |
| 2016 | Polish Juniors 2016                     | 1.    | Herrendoppel | Petr Beran     |
| 2016 | Slovak Juniors 2016                     | 1.    | Herreneinzel |                |
| 2016 | Tschechische Juniorenmeisterschaft 2016 | 1.    | Herreneinzel |                |
| 2016 | Tschechische Juniorenmeisterschaft 2016 | 1.    | Herrendoppel | Michal Hubáček |
| 2017 | Polish Juniors 2017                     | 1.    | Herreneinzel |                |

| Jahr | Veranstaltung                           | Platz | Disziplin    | Spielpartner   |
| ---- | --------------------------------------- | ----- | ------------ | -------------- |
| 2017 | Tschechische Meisterschaft 2017         | 2.    | Herrendoppel | Michal Hubáček |
| 2018 | Kharkiv International 2018              | 1.    | Herreneinzel |                |
| 2018 | Tschechische Meisterschaft 2018         | 1.    | Herreneinzel |                |
| 2019 | Slovenia Future Series 2019             | 2.    | Herreneinzel |                |
| 2019 | Europäische Hochschulmeisterschaft 2019 | 3.    | Herrendoppel | Ondřej Král    |
| 2019 | Europäische Hochschulmeisterschaft 2019 | 1.    | Herreneinzel |                |
| 2019 | Tschechische Meisterschaft 2019         | 3.    | Herreneinzel |                |
| 2020 | Slovak Open 2020                        | 1.    | Herreneinzel |                |
| 2020 | Tschechische Meisterschaft 2020         | 1.    | Herreneinzel |                |
| 2021 | Spanish International 2021              | 2.    | Herreneinzel |                |
| 2021 | Italian International 2021              | 2.    | Herreneinzel |                |
| 2021 | Greece International 2021               | 2.    | Herreneinzel |                |
| 2021 | Czech Open 2021                         | 1.    | Herreneinzel |                |
| 2021 | Tschechische Meisterschaft 2021         | 1.    | Herreneinzel |                |
| 2022 | Tschechische Meisterschaft 2022         | 1.    | Herreneinzel |                |
| 2025 | Tschechische Meisterschaft 2025         | 1.    | Herreneinzel |                |